# Pseudotremia scrutorum
Pseudotremia scrutorum är en mångfotingart som beskrevs av Shear 1972. Pseudotremia scrutorum ingår i släktet Pseudotremia och familjen Cleidogonidae. Inga underarter finns listade i Catalogue of Life.